# HMS Daring (D32)
O HMS Daring é um contratorpedeiro da classe Daring de defesa aérea da Marinha Real Britânica. É um dos mais modernos atualmente em operação. Foi construído pela empresa BAE Systems, e comissionado em 23 de Julho de 2009.